# Maria Cześnik
Maria Cześnik (Varsóvia, 3 de agosto de 1977) é uma triatleta profissional polonesa.

## Carreira

### Londres 2012
Maria Cześnik disputou os Jogos de Londres 2012, terminando em 31º lugar com o tempo de 2:04:09. 